# SULT1C3
SULT1C3 (англ. Sulfotransferase family 1C member 3) – білок, який кодується однойменним геном, розташованим у людей на короткому плечі 2-ї хромосоми.  Довжина поліпептидного ланцюга білка становить 304 амінокислот, а молекулярна маса — 35 889.
| 10         |  | 20         |  | 30         |  | 40         |  | 50         |
| ---------- |  | ---------- |  | ---------- |  | ---------- |  | ---------- |
| MAKIEKNAPT |  | MEKKPELFNI |  | MEVDGVPTLI |  | LSKEWWEKVC |  | NFQAKPDDLI |
| LATYPKSGTT |  | WMHEILDMIL |  | NDGDVEKCKR |  | AQTLDRHAFL |  | ELKFPHKEKP |
| DLEFVLEMSS |  | PQLIKTHLPS |  | HLIPPSIWKE |  | NCKIVYVARN |  | PKDCLVSYYH |
| FHRMASFMPD |  | PQNLEEFYEK |  | FMSGKVVGGS |  | WFDHVKGWWA |  | AKDMHRILYL |
| FYEDIKKDPK |  | REIEKILKFL |  | EKDISEEILN |  | KIIYHTSFDV |  | MKQNPMTNYT |
| TLPTSIMDHS |  | ISPFMRKGMP |  | GDWKNYFTVA |  | QNEEFDKDYQ |  | KKMAGSTLTF |
| RTEI       |  |            |  |            |  |            |  |            |

A: Аланін

C: Цистеїн

D: Аспарагінова кислота

E: Глутамінова кислота

F: Фенілаланін

G: Гліцин

H: Гістидин

I: Ізолейцин

K: Лізин

L: Лейцин

M: Метіонін

N: Аспарагін

P: Пролін

Q: Глутамін

R: Аргінін

S: Серин

T: Треонін

V: Валін

W: Триптофан

Кодований геном білок за функцією належить до трансфераз. 
Задіяний у таких біологічних процесах як поліморфізм, альтернативний сплайсинг. 
Локалізований у цитоплазмі.